# Éder
Éder ist ein portugiesischer männlicher Vorname; die spanische Form des Namens ist Eder. Eine Verkleinerungsform von Éder ist Edinho.

## Namensträger
- Éder (Fußballspieler, 1986) (Éder Citadin Martins; * 1986), brasilianisch-italienischer Fußballspieler
- Éder (Fußballspieler, 1987) (Éderzito António Macedo Lopes; * 1987), portugiesisch-guinea-bissauischer Fußballspieler
- Éder Aleixo (* 1957), brasilianischer Fußballspieler
- Éder Bonfim (* 1981), brasilianischer Fußballspieler
- Éder Jofre (1936–2022), brasilianischer Boxer
- Éder Lima (Fußballspieler, 1986) (Éder Lima dos Santos; * 1986), brasilianischer Fußballspieler
- Éder Lima (Fußballspieler, 1987) (Éder Luiz Lima de Souza * 1987), brasilianischer Fußballspieler
- Éder Luís (* 1985), brasilianischer Fußballspieler